# Uxoricídio
Uxoricídio (do latim uxor que significa "esposa" e -cide, de caedere que significa "cortar, matar") é o assassinato da própria esposa. Pode referir-se ao ato em si ou à pessoa que o realiza. Também pode ser usado no contexto do assassinato da própria namorada. O assassinato de um marido é chamado de mariticídio.

## Taxas de uxoricídio
Embora as taxas gerais de violência conjugal e homicídio nos EUA tenham diminuído desde a década de 1970,  as taxas de uxoricídio são significativamente mais altas do que as taxas de mariticídio (o assassinato de um marido). Das 2.340 mortes nas mãos de parceiros íntimos nos Estados Unidos em 2007, as vítimas femininas representaram 70%.  Dados do FBI de meados dos anos 1970 a meados dos anos 1980 descobriram que para cada 100 maridos que mataram suas esposas nos Estados Unidos, cerca de 75 mulheres mataram seus maridos.  No entanto, as esposas eram mais propensas a matar seus maridos do que vice-versa em algumas cidades dos EUA, incluindo Chicago, Detroit, Houston   e St. Louis.  As taxas de uxoricídio variaram entre diferentes subgrupos demográficos. Nos Estados Unidos, em 2002, os assassinos de cônjuges (marido e esposa juntos) eram 69,4% brancos, 25,7% negros e 4,8% asiáticos/das ilhas do Pacífico e 0,1 índio americano/nativo do Alasca. 
No Sudeste Asiático, 55% de todas as mulheres assassinadas morreram nas mãos de seus parceiros, seguido por 40% na região africana e 38% nas Américas.  Um estudo de 2013 descobriu que 38,6% dos assassinatos de mulheres são cometidos por parceiros íntimos. 

## Fatores de risco
Em pouco mais de dois terços dos homicídios conjugais nos Estados Unidos, um desentendimento verbal evoluiu para homicídio. 

### Estado civil
Em dois estudos conduzidos no Canadá e na Grã-Bretanha, as mulheres que coabitam com o parceiro correm maior risco de violência doméstica e uxoricídio do que as casadas. A pesquisa descobriu que as mulheres que coabitam têm nove vezes mais chances de serem mortas por seus parceiros íntimos do que as mulheres casadas. Várias possíveis razões para esse achado foram estudadas. Mulheres coabitantes são mais propensas a serem mais jovens, têm menor nível de escolaridade e são mais propensas a trazer filhos de um relacionamento anterior para sua casa com seu novo parceiro íntimo. Além desse risco elevado para uma mãe com enteados, o padrasto sem parentesco genético também representa um risco para a criança; a pesquisa mostrou que as crianças correm um risco muito maior de violência e filicídio (assassinato de uma criança) de padrastos em comparação com um pai genético.  A pesquisa descobriu que a presença de enteados pode aumentar significativamente o risco de uxoricídio para as mulheres. Um grande número de filicídios são acompanhados de uxoricídio e suicídio. 

### Separação do parceiro
Outro fator de risco para o uxoricídio é o distanciamento.  As mulheres que optam por deixar o parceiro correm maior risco de homicídio conjugal.  Esses crimes foram denominados "homicídios por abandono" e são mais comumente cometidos por homens com histórias infantis de abandono e trauma, em conjunto com níveis de serotonina marcadamente baixos e danos no córtex frontal que contribuem para um controle inadequado dos impulsos.  É mais provável que o macho mate sua companheira antes que ela tenha a chance de formar um novo relacionamento com outro homem, pois ele teme que ela dedique seus recursos reprodutivos à prole de um rival masculino.  Portanto, ao matar sua parceira, ele evitará o dano à reputação associado à competição intrasexual e eliminará as chances de outro homem ter acesso a uma companheira de alto valor.  Isso também explica por que as mulheres que tiveram filhos de um relacionamento anterior correm maior risco de homicídio conjugal em comparação com aquelas que só tiveram filhos com o parceiro atual.  A parceira já dedicou seus recursos reprodutivos a outro homem; portanto, ao estabelecer um novo relacionamento, o homem se envolve na criação da prole de outro, o que prejudicará sua posição hierárquica entre os rivais intrassexuais. 

### Diferença de Idade
Quanto maior a disparidade de idade entre os cônjuges, maior o risco de homicídio conjugal.  Para um homem, o dano associado à infidelidade é maior quando o parceiro é mais jovem.  A fertilidade de uma mulher diminui à medida que ela envelhece,  portanto, a idade é um indicador-chave do sucesso reprodutivo.  Como resultado, um homem dará altos níveis de importância a uma parceira com maior valor reprodutivo.  É mais provável que um homem se envolva em métodos de matança "práticos" quando a parceira tem alto valor reprodutivo.  "Práticos" referem-se a métodos mais violentos, como o uso de armas, afogamento, esfaqueamento e estrangulamento. 

### Cultura e lei

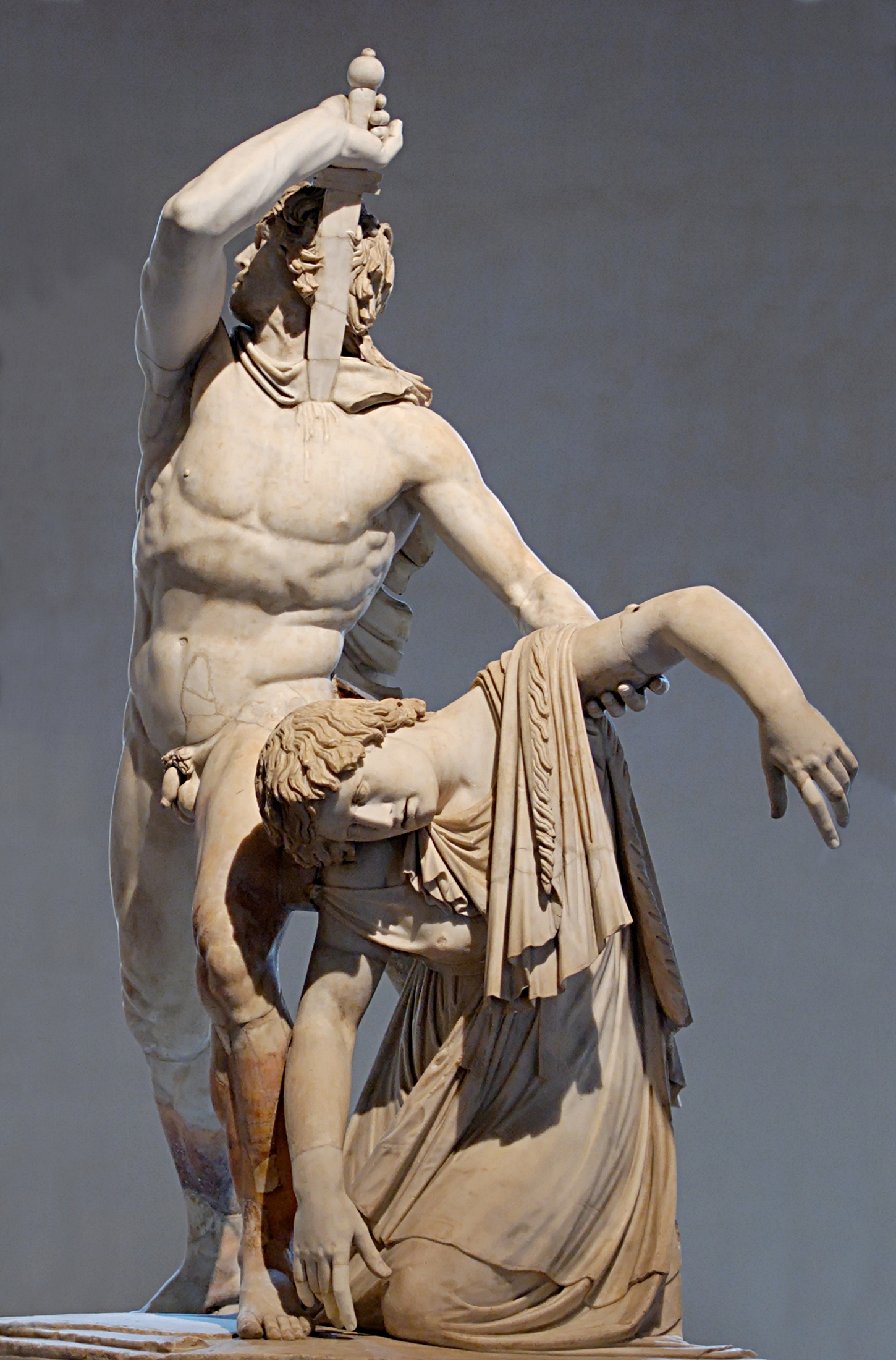
O Gaulês Ludovisi matando a si mesmo e sua esposa, cópia romana após o original helenístico, Palazzo Massimo alle Terme

Alguns casos de uxoricídio são facilitados pela cultura da vítima e do perpetrador. Por exemplo, os crimes de honra, em que um homem mata sua esposa porque ela envergonhou sua família, são aprovados em algumas sociedades patriarcais. Aproximadamente 42% das mulheres vítimas de crimes de honra em todo o mundo foram mortas porque se acreditava que elas haviam cometido uma 'impropriedade sexual'.  Outras normas culturais facilitadoras incluem leis de família discriminatórias e artigos do Código Penal que mostram indulgência em relação aos crimes de honra.  Na Turquia, foi relatado que pouco estigma social é atribuído aos crimes de honra, e cerca de 37% das pessoas que vivem em áreas conservadoras acreditam que mulheres adúlteras devem ser mortas.   Essas atitudes que favorecem crimes de honra também ecoaram entre crianças e adultos na Jordânia   e na Índia.  No Uruguai, até 2017, os crimes passionais relacionados ao adultério eram tolerados pelo artigo 36 do Código Penal (A paixão provocada pelo adultério).  Em 22 de dezembro de 2017, o artigo 36 do Código Penal foi modificado para remover o crime passional.  Houve esforços políticos em curso para remover esta disposição do Código Penal desde 2013.    O Uruguai tem uma taxa muito alta de assassinatos de mulheres; de acordo com um estudo das Nações Unidas de 2018, o Uruguai tem a segunda maior taxa de assassinatos de mulheres por parceiros atuais ou anteriores na América Latina, depois da República Dominicana. 